# Tage Ekfeldt
Tage Ekfeldt (Suecia, 14 de junio de 1926-28 de diciembre de 2005) fue un atleta sueco especializado en la prueba de 4x400 m, en la que consiguió ser medallista de bronce europeo en 1950.

## Carrera deportiva
En el Campeonato Europeo de Atletismo de 1950 ganó la medalla de bronce en los relevos de 4x400 metros, llegando a meta en un tiempo de 3:11.6 segundos, tras Reino Unido (oro con 3:10.2 s que fue récord de los campeonatos) e Italia (plata con 3:11.0 segundos).